# Guno Hoen
Guno Hoen (Paramaribo, 26 november 1922 - aldaar, 21 januari 2010) was een Surinaams sporter, sportcommentator en sporthistoricus. Daarnaast publiceerde hij over Surinaamse spreekwoorden (Odo's)

## Loopbaan
Hoen studeerde aan de ULO, en heeft daarnaast een cursus algemene ontwikkeling gedaan, alsmede een interne opleiding "Sociale Zaken en Arbeid" via het ministerie van Sociale Zaken te Suriname.
| Loopbaan Guno Hoen | Loopbaan Guno Hoen |
| ------------------ | --- |
| 1942 - 1946        | Militaire Dienst (schutterij) |
| 1946 - 1951        | Agent van Politie |
| 1951 - 1961        | Onderopzichter Planbureau Suriname                                                                                                   |
| 1961 - 1983        | Respectievelijk 2e, 1e en hoofdonderzoekambtenaar bij het Ministerie Arbeid en Sociale Zaken - Dienst algemeen maatschappelijke zorg |
| 1971 - 1973        | Districtsambtenaar (Ministerie Arbeid en Sociale Zaken)                                                                              |
| 1976               | Zes maanden stage Welzijn Stichtingen in Nederland                                                                                   |
| 1973 - 1983        | Hoofdinspecteur - Diensthoofd van de Dienst Inspectie - Ministerie Sociale Zaken                                                     |

## Sport
Hoen is twintig jaar lang topvoetballer geweest voor Suriname. In deze periode heeft hij 82 interlandwedstrijden gespeeld. Naast voetbal heeft Hoen verschillende takken van sport beoefend, waaronder basketbal, korfbal, cricket en dammen. 
Gedurende ongeveer tien jaar heeft hij als assistent voetbaltrainer gewerkt op het ministerie van Onderwijs en Volksontwikkeling, afdeling cultuur en vorming. 
Hoen is vijftien jaar lang sportcommentator geweest bij radio, televisie en krant. In deze periode heeft hij vier eindronden van het WK bezocht als sportcommentator, in 1970, 1974, 1978 en 1982.

## Publicaties
- Sporthelden uit ons verleden (1980)
- Sranan odo buku (1988)
- Sranan odo's (deel II) (1988)
- Onze sporthelden; Deel II (1989)
- Onze sporthelden; Deel III (1999)
- Sranan odo buku ([Paramaribo]: C. Kersten & Co, z.j.; nieuwe uitgave)

## Eerbetoon
In 1998 werd Hoen benoemd tot Ridder in de Ere-Orde van de Palm.
In 2001 ontving hij de Lifetime Achievement Award. 
In 2003 werd de Stichting Guno Hoen opgericht, met als doel "het werk waarmee Guno begonnen is voort te zetten”. Deze stichting heeft zich sterk gemaakt dat de complete fotocollectie (tussen 500 en 800 foto’s) van Hoen werd opgekocht door het directoraat Sportzaken in 2009. In 2016, kreeg de collectie een plaats in het documentatiecentrum van de Sports Hall of Fame. De collectie wordt als “kostbaar” en “heel waardevol” omschreven.